# A Retrospective (Poco)
A Retrospective è una raccolta edita su CD dei Poco, pubblicato dalla MCA Records nel 1990 (e ripubblicato nel 1993).

## Tracce
1. Heart of the Night – 4:53 (Paul Cotton) – Tratto dall'album Legend (1978)
2. Under the Gun – 3:14 (Paul Cotton) – Tratto dall'album Under the Gun (1980)
3. Midnight Rain – 4:27 (Paul Cotton) – Tratto dall'album Under the Gun (1980)
4. Keep on Tryin' – 2:54 (Timothy B. Schmit) – Tratto dall'album Head over Heels (1975)
5. Rose of Cimarron – 6:43 (Rusty Young) – Tratto dall'album Rose of Cimarron (1976)
6. Indian Summer – 4:41 (Paul Cotton) – Tratto dall'album Indian Summer (1977)
7. Crazy Love – 2:56 (Rusty Young) – Tratto dall'album Legend (1978)
8. Living in the Band – 3:21 (Paul Cotton) – Tratto dall'album Indian Summer (1977)
9. Me and You – 2:48 (Timothy B. Schmit) – Tratto dall'album Indian Summer (1977)
10. Makin' Love – 2:59 (Rusty Young) – Tratto dall'album Head over Heels (1975)
11. Lovin' Arms – 3:28 (Rusty Young) – Tratto dall'album Head over Heels (1975)
12. Tulsa Turnaround – 2:42 (Paul Cotton) – Tratto dall'album Rose of Cimarron (1976)
13. Stealaway – 3:11 (Rusty Young) – Tratto dall'album Rose of Cimarron (1976)
14. Flying Solo – 3:36 (John Brennan, Timothy B. Schmit) – Tratto dall'album Head over Heels (1975)

## Musicisti
- Paul Cotton - chitarra elettrica, chitarra acustica, chitarra gretsch white falcon, voce
- Rusty Young - chitarra pedal steel, mandolino, chitarra acustica, banjo, dobro, sitar, chitarra elettrica a dodici corde
- Timothy B. Schmit - basso, armonica, voce
- Charlie Harrison - basso, armonie vocali (solo nei brani: 1, 2, 3 e 7)
- George Grantham - batteria, timpani, voce
- Steve Chapman - batteria (solo nei brani: 1, 2, 3 e 7)
- Kim Bullard - tastiera (solo nei brani: 2 e 3)
- Richard Sanford Orshoff - produttore (brani: 1 e 7)
- Mike Flicker - produttore (brani: 2 e 3)
- Poco - produttore (brani: 4, 5, 6, 8, 9, 10, 11, 12, 13 e 14)
- Mark Harman - produttore (brani: 4, 5, 6, 8, 9, 10, 11, 12, 13 e 14)